# Eleonora Cadeddu
Eleonora Cadeddu, all'anagrafe Eleonora Carola Cadeddu (Milano, 20 marzo 1995), è un'attrice italiana.

## Biografia
Nata a Milano da Pietro Cadeddu,  fantino professionista sardo e da Renate, altoatesina, è cresciuta però a Roma.
Proprio nella capitale, la piccola Cadeddu venne scritturata come attrice bambina a soli due anni e mezzo, per partecipare al telefilm Un medico in famiglia in onda originariamente su Raiuno e poi su diverse reti TV e piattaforme televisive. Dal 1998 al 2016, infatti, il nome di Eleonora Cadeddu è legato a quello del personaggio immaginario Anna "Annuccia" Martini di Un medico in famiglia. Nella stessa serie ha partecipato anche Michael Cadeddu, fratello di Eleonora sia nella fiction e sia nella vita reale.
Nel 2003 Cadeddu ha anche fatto una breve esperienza come doppiatrice nello spin-off animato di Un medico in famiglia.
Nel 2005 incide un CD di musica per bambini contenente canzoni come Anna dai capelli rossi, Le tagliatelle di nonna Pina, I bambini fanno "ooh..." ed altre, intitolato Lolla - La foglia parlante. Nello stesso anno partecipa alla seconda edizione di Ballando con le stelle, nella sezione Ballando con le stelline.
Nel 2008 è tra gli ospiti del lavoro discografico di Amedeo Minghi, 40 anni di me con voi - Cuori di pace in Medio Oriente, con il quale interpreta dal vivo il brano L'amore mio per sempre.
Dopo la maturità, conseguita nel 2014, è ammessa all'Accademia Internazionale di Teatro di Roma dove ha conseguito il diploma. Attualmente, oltre ad insegnare teatro ai bambini nelle scuole, frequenta la Facoltà di Lingue alla Sapienza - Università di Roma. Ha recentemente reso pubblico il suo account di Instagram, dove risulta molto attiva nelle tematiche sociali e ambientali.

## Vita privata
Ha un fratello di nome Michael Cadeddu, dapprima attore ed ora fantino come suo padre, e una sorella di nome Francesca. È zia di 6 nipoti, di cui 4 sono della sorella e due del fratello.

## Filmografia
- Un medico in famiglia – serie TV (1998-2016)
- La Banda dello Zecchino - Speciale Natale (2000)
- Un medico in famiglia (serie animata) (2003), doppiaggio Annuccia
- Zecchino d'Oro 2004- ospite
- Ballando con le stelle – programma TV, seconda edizione, sezione Ballando con le stelline (2005)
- Il male assoluto, regia di Francesco Colangelo (2008)

## Discografia
- 2005 – Lolla - La foglia parlante

## Riconoscimenti
- Premio Golden Graal – Astro Nascente (2003)[3]
- Premio Andrea Carrano (2015)[4][5]

## Beneficenza
- Testimonial di Leo4Children (con Edoardo Purgatori) - Triennio 2013-2016